# Fibravan
Comércio e Indústria de Veículos Fibravan Ltda. ist ein brasilianischer Hersteller von Automobilen.

## Unternehmensgeschichte
Das Unternehmen wurde 1989 in Fortaleza gegründet. Mit der Übernahme eines Modells von Ego Veículos begann die Produktion von Automobilen. Der Markenname lautet Fibravan. Um 2005 entstanden jährlich etwa 250 Komplettfahrzeuge und Kit Cars.

## Fahrzeuge
Im Angebot stehen überwiegend VW-Buggies.
Für 2005 sind die Modelle Pronto, Reindustrializado und Cru überliefert. Sie hatten Motoren von Volkswagen do Brasil mit 1600 cm³ Hubraum und 65 PS Leistung.
Der Plus ist das älteste Modell. Er basiert auf einem Rohrrahmen. Ein luftgekühlter Vierzylinder-Boxermotor von VW treibt die Fahrzeuge an. Das Modell ist auch als Kit Car erhältlich.
Der 2007 vorgestellte Vip ist moderner. Er hat einen wassergekühlten Motor von VW mit 1800 cm³ Hubraum im Heck. Auffallend ist die gewölbte Windschutzscheibe.
Der Off-Road wird seit 2012 hergestellt. Er ist das Bindeglied zwischen den beiden anderen Modellen. Einerseits etwas moderner als der Plus und andererseits weniger aufwendig als der Vip. Er hat eine gerade Windschutzscheibe und einen VW-Motor mit 1400 cm³ Hubraum.
Anfang des 21. Jahrhunderts wurde mit dem Jipe 4x4 ein offener Geländewagen angeboten.
Gleichzeitig gab es auch den Lumar als Pick-up sowie mit Kastenaufbau, bei dem eine Verbindung zu Fyber angenommen wird.